# Iznalloz (kommunhuvudort)
Iznalloz är en kommunhuvudort i Spanien.   Den ligger i provinsen Provincia de Granada och regionen Andalusien, i den södra delen av landet, 300 km söder om huvudstaden Madrid. Iznalloz ligger 818 meter över havet och antalet invånare är 7 005.
Terrängen runt Iznalloz är varierad. Runt Iznalloz är det glesbefolkat, med 20 invånare per kvadratkilometer. Närmaste större samhälle är Peligros, 19,9 km sydväst om Iznalloz. 